# Populier-incident
Het bijlmoord-incident (Koreaans: 판문점 도끼살인사건; Hanja: 板門店도끼殺人事件,도끼蠻行事件; letterlijk: bijlmoord-incident van Panmunjeom; ook wel het bijl-incident of populier-incident) was de moord op twee officieren van het Amerikaanse leger door Noord-Koreaanse soldaten op 18 augustus 1976, in de Joint Security Area (JSA; gelegen in de gedemilitariseerde zone). De Amerikaanse soldaten waren onderdeel van een werkploeg die een populier moest snoeien, omdat hij het uitzicht van de observatoren van de Verenigde Naties zou blokkeren.
Drie dagen later startten de Verenigde Staten en Zuid-Korea operatie Paul Bunyan, waarbij de boom in zijn geheel werd omgehakt. Noord-Korea nam later de verantwoordelijkheid voor de moorden op zich.

## Achtergrond

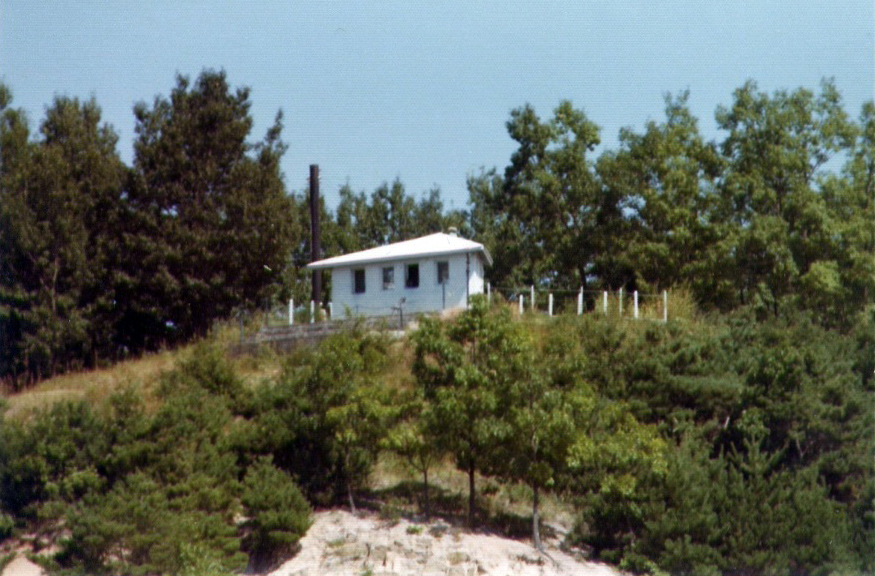
OP#5

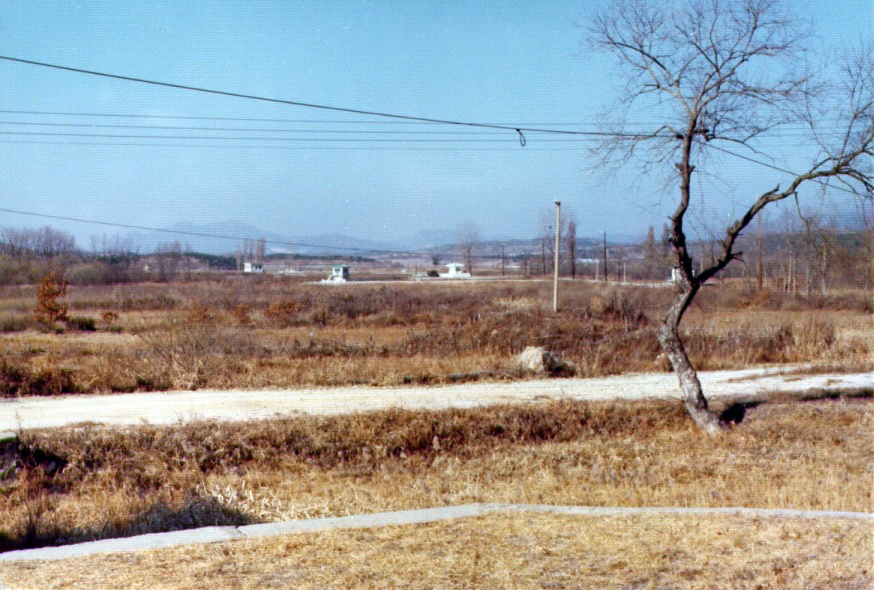
Zicht van KPA#7 (nabij CP#2) op CP#3

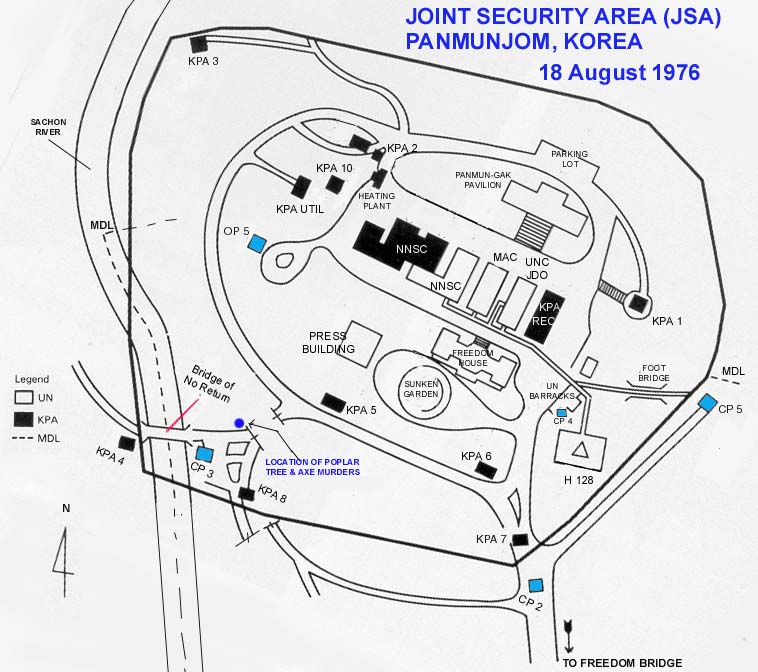
Kaart van de JSA (1976) met de locatie van de populier links onderin

In de Joint Security Area, nabij de Brug zonder terugkeer, blokkeerde een dertig meter hoge populier de vizierlijn tussen een checkpoint (CP#3) van de commando's van de Verenigde Naties (VN) en een observatiepost (OP#5).
CP#3 was vanuit OP#5 alleen zichtbaar in de wintermaanden. In de zomer was alleen de bovenkant van CP#3 zichtbaar vanuit een ander checkpoint (CP#2). De militaire demarcatielijn van de gedemilitariseerde zone liep precies over het midden van de brug.
Het Koreaanse Volksleger (KPA; het Noord-Koreaanse leger) probeerde verscheidene keren personeel van de VN de brug over te trekken, naar Noord-Koreaans grondgebied.

## Incident

### Initiële kap
Op 18 augustus 1976 werd een groep van vijf Zuid-Koreaanse soldaten door een VN-veiligheidsteam – bestaande uit majoor Arthur George Bonifas, kapitein Kim, eerste luitenant Mark Barrett en elf andere personeelsleden – geëscorteerd naar de JSA, om de boom te snoeien. Dit werk had zeven dagen eerder al moeten gebeuren, maar het weer was toen te slecht.
Terwijl ze bezig waren met het snoeien van de populier, verschenen er vijftien Noord-Koreaanse soldaten, onder leiding van luitenant Pak Chul. In eerste instantie kwamen ze het werk aanschouwen, totdat Chul na vijftien minuten beval het werk neer te leggen, omdat: "Kim Il-sung de plant persoonlijk plantte en grootbracht en deze onder zijn toezicht groeit." Bonifas negeerde zijn bevel en keerde hem de rug toe.

### Aanslag
Toen Chul door Bonifas werd genegeerd, stuurde hij een boodschapper over de brug en al snel kwam er een vrachtwagen over de brug met circa twintig Noord-Koreaanse soldaten, gewapend met koevoeten en knuppels. Chul beval opnieuw te stoppen met snoeien, waarna Bonifas opnieuw zijn rug naar Chul toekeerde. Hierop deed Chul zijn horloge af, stopte het in een zakdoek en stopte het in zijn zak, waarna hij schreeuwde: "Dood de schoften!" Ze gebruikten ook de bijlen die op de grond lagen en doodden daarmee Bonifas en luitenant Mark Thomas Barrett. Op een enkel persoon na, raakten allen gewond.

## Galerij

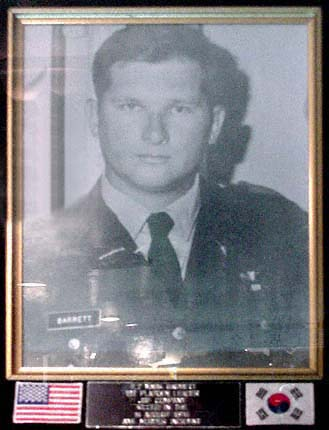
Foto van lt. Mark Barrett
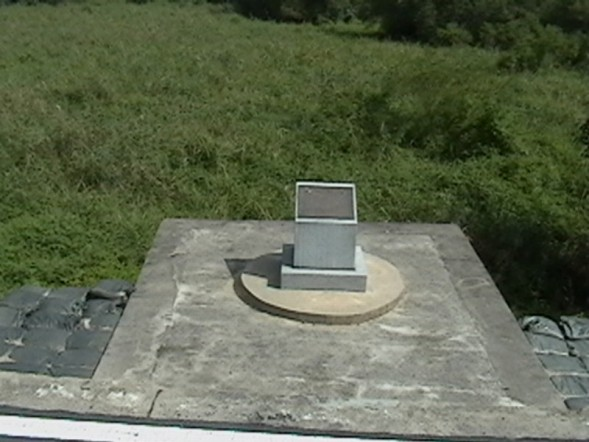
Monument voor de slachtoffers van de aanslag
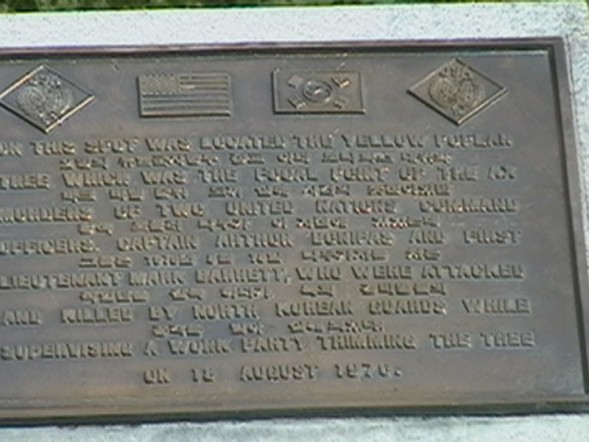
Inscriptie